# 람보르기니 테메라리오
람보르기니 테메라리오(이탈리아어: Lamborghini Temerario, 코드네임: 634)는 람보르기니에서 2025년 출시 예정인 PHEV 슈퍼카이며 우라칸의 후속 모델로, 전동화 전략에 따른 2번째 HPEV(High Performance Electrified Vehicle)이다.

## 모터스포츠

### GT3
람보르기니는 그룹 GT3 규정에 따라 제작된 테메라리오의 GT3 레이싱 버전을 개발하고 있다. 2026년에 레이스에 데뷔할 예정이며, 람보르기니의 주요 GT3 레이싱카인 람보르기니 우라칸 GT3 에보2의 후속 차종이다. 이 차량은 스트리트카와 동일한 트윈 터보 V8을 사용하지만, GT3 레이싱에서는 허용되지 않는 전기 모터는 사용하지 않는다.